# 優しい歌 (フォーレ)

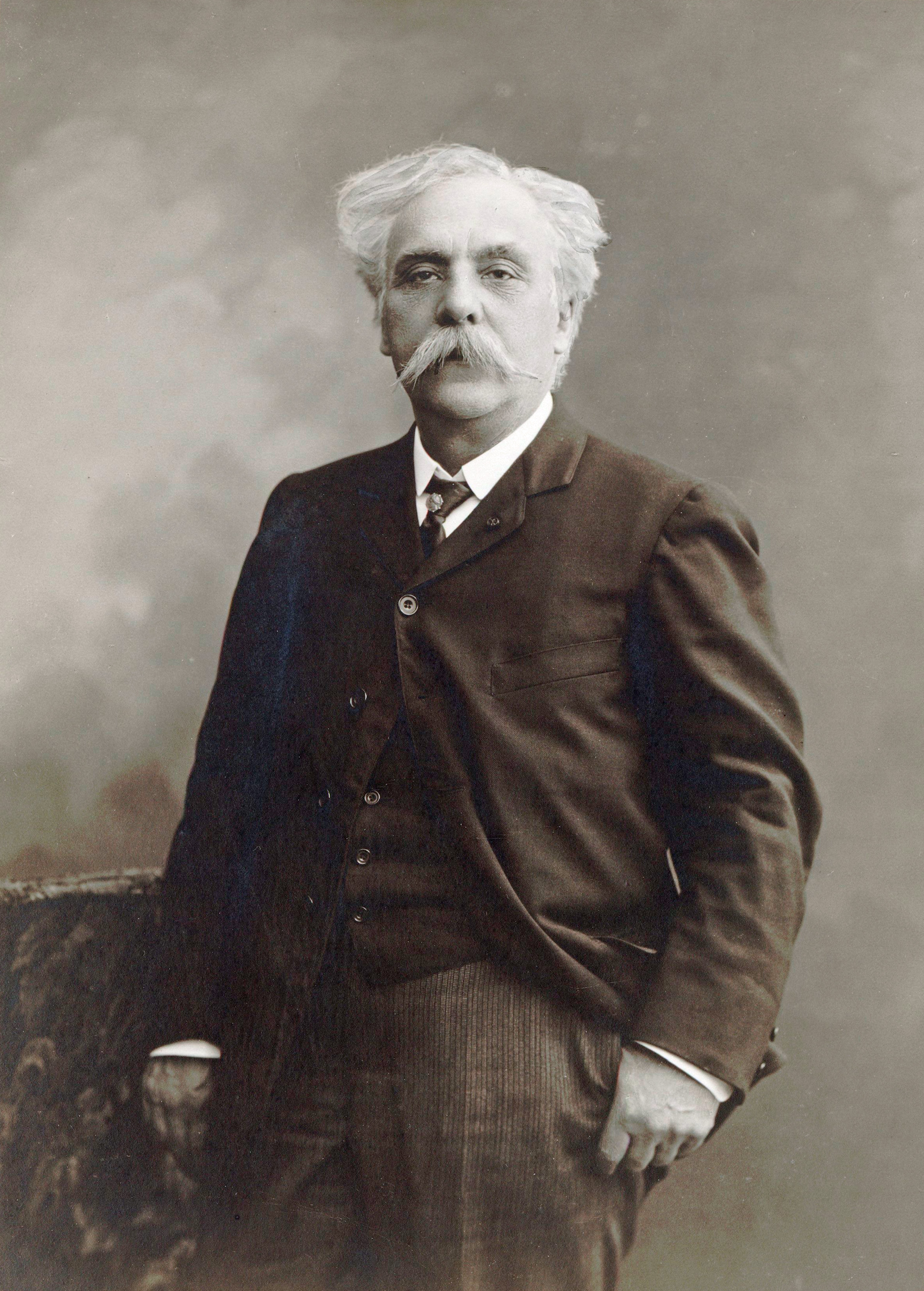
ピエール・プティによるガブリエル・フォーレ

『優しい歌』（やさしいうた、フランス語: La Bonne Chanson）作品61は、ガブリエル・フォーレが1892年から1894年にかけて作曲した9つの歌曲からなる歌曲集（連作歌曲）である。ポール・ヴェルレーヌの同名の詩集『優しい歌』（1870年、全21編）を基に作曲した。ピアノ伴奏のほかにピアノと弦楽五重奏（通常の弦楽四重奏にコントラバスを加えたもの）による伴奏も後に用意された。

## 概要

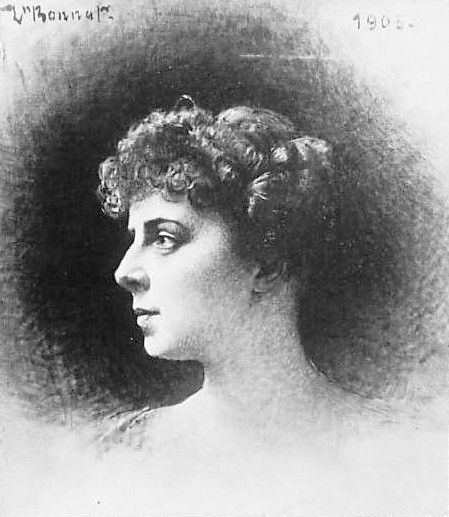
エンマ・バルダック

スティーヴンスは「本作はフォーレの歌曲においては、極めて重要な作品であり、フォーレは素晴らしい直感からくる音楽的な知覚力で、恐れから希望に至る様々な詩のムードを表しており、そうしたあらゆる多様性に対して、9つの歌には完全に申し分のない全体として結び付ける一つの統一感がある。激しい叙情性は輝かしい歌〈冬が終わって〉で最高潮に達している。（そこでは他の歌からのテーマが一緒になっている。）本作は女性によって歌われることもあるが、作曲者が是認しているのだから、構わないであろう」と分析している。
ジャンケレヴィッチによれば「1891年から1895年に亘る奇蹟とも思われる時期は4年の間に『ピアノ五重奏曲第1番』、『優しい歌』、『夜想曲第6番』、『舟歌第5番』を生み出すことになる。これら4つの傑作は、フォーレの生涯にあって楽想の輝きわたる美しさと想像力の豊かさ、独創性溢れる音楽語法、そして霊感の成熟度が最高の境地で一体化し、幸福な実りある年月を画している。本作の中には驚くべき内面の輝きがあり、それを一種の陶酔感と情熱の昂揚が飽くなきまでにかき立てているのである。微笑は絶やさないけれども、フォーレの作品がこれほどの熱狂に彩られた時期を経験したことはついぞなかった」のである。
作曲当時、本作にとってのミューズであったエンマ・バルダックとの交際とその助言に大いに助けられたフォーレは「『優しい歌』ほど自然に沸き上がるように書けた作品は未だかつてありません。それは大いに心を揺さぶってくれた女性歌手が当時いたことと、その人自身も少なくとも同じような理解を示してくれていたことによって順調に仕上がって行ったのだと一言付け加えておかねばならない」と述懐している。
初演は1894年4月25日、ソシーヌ伯爵邸にて、モーリス・バジェエとフォーレのピアノによる。室内楽伴奏版の初演は1898年4月1日、ロンドンのシャスター宅にて、モーリス・バジェスとフォーレほかにより演奏された。本作はシジモン・バルダック夫人に献呈されている。

## 詩と歌の大意

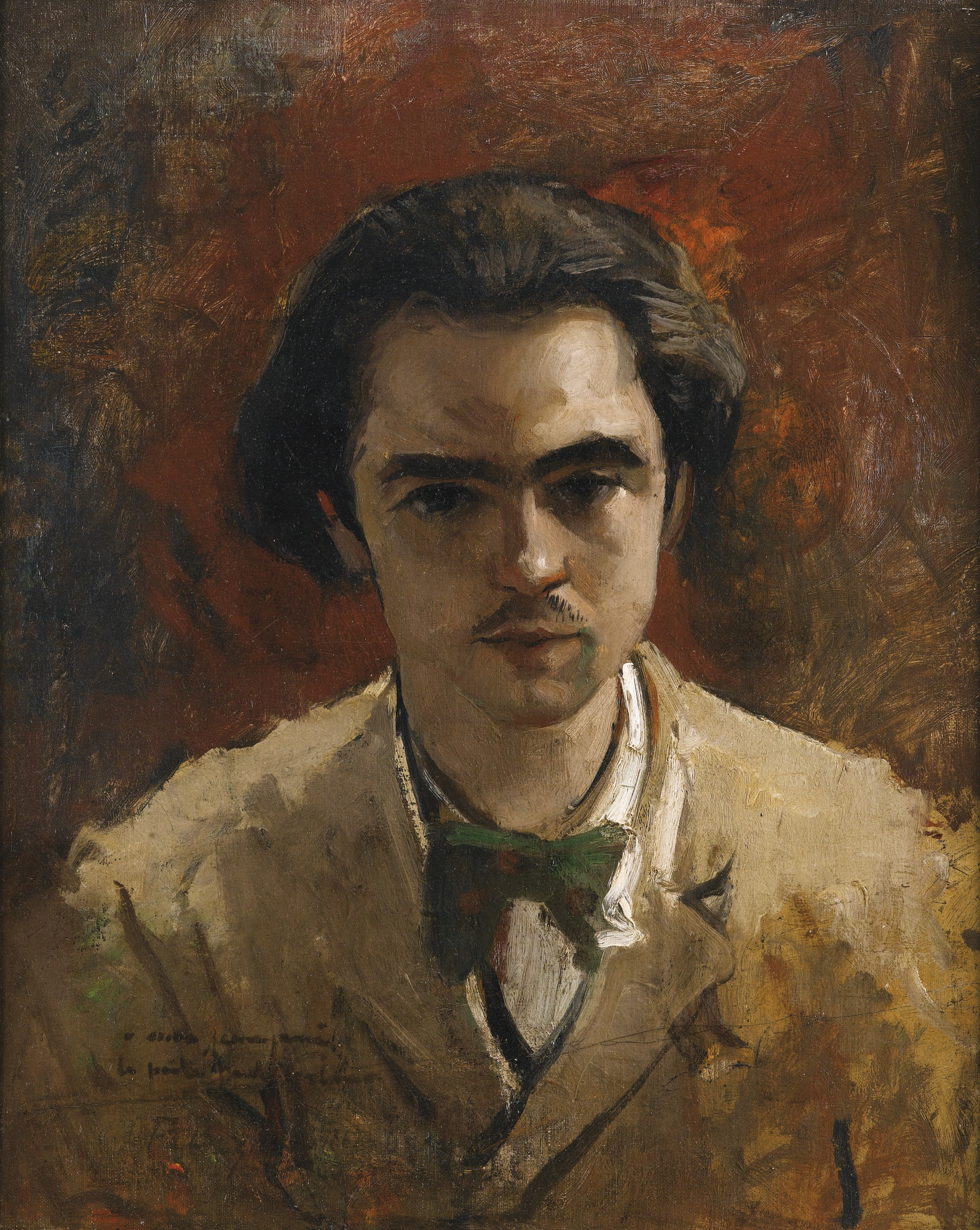
1867年頃のフレデリック・バジールによるヴェルレーヌ

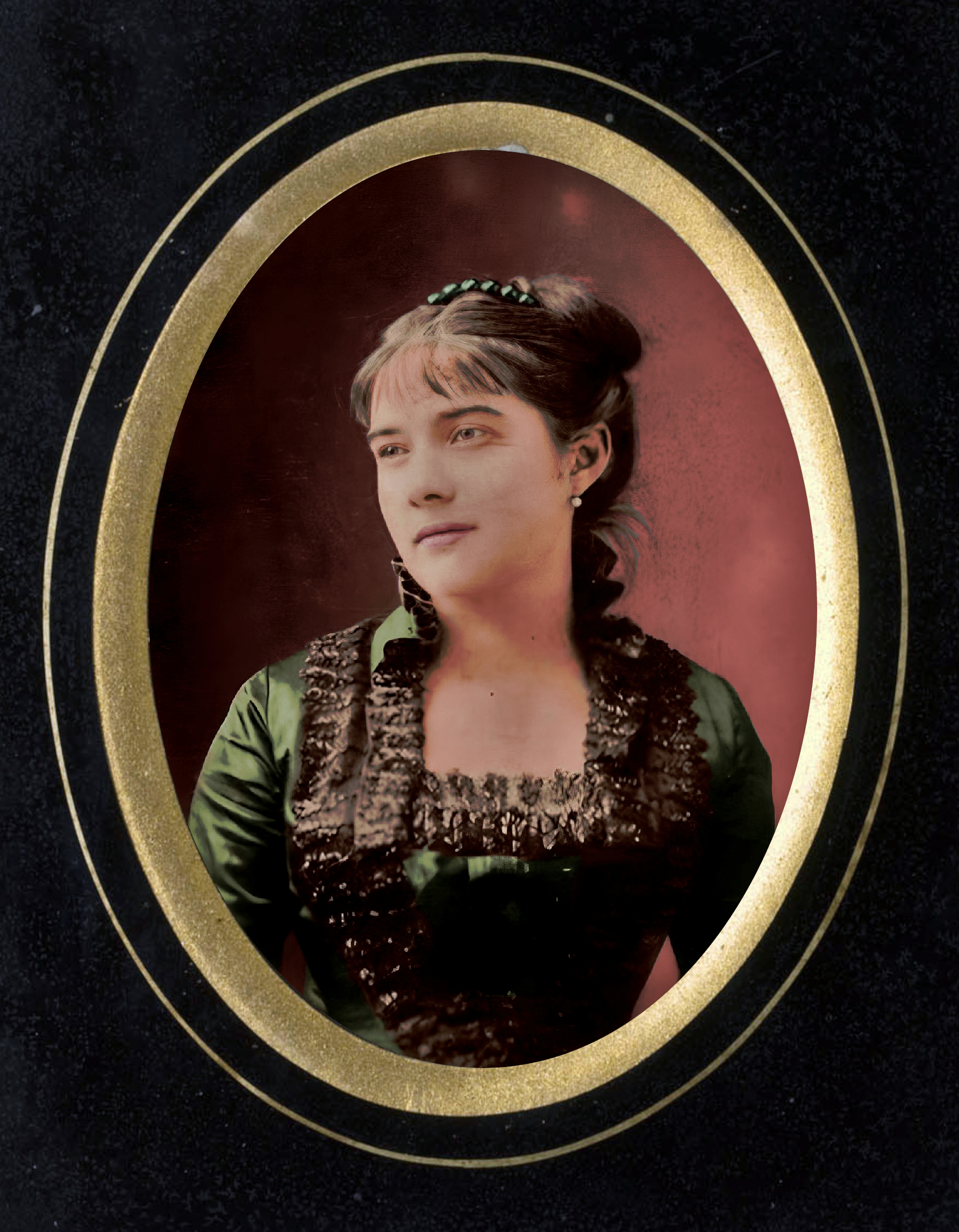
1870年頃のマチルド・モーテ

ヴェルレーヌの詩集では、それぞれの詩が制作順に並べられているが、恋人のマチルド・モーテが登場するのは8篇目の詩である。それまでは、彼女への想いや恋する者の不安を月の光や大自然の中で詠っている。その後で、彼女との出会いの歓び、愛の希望や不安を詠い、「冬は終わった」と愛の勝利で結んでいる。それをフォーレの歌曲ではまず、１曲：恋人の紹介、2曲：彼女との出会いにより人生の闇夜が明け、希望が芽生える。3曲：月の光が優しく輝き、快い眠りへと誘う。4曲：自分の過去を振り返ったり、5曲：愛しているからこその不安を歌い、6曲：自然に向かって自分の想いを打ち明けたり、7曲：二人の結ばれる日を夢見たり、8曲：愛の確かめ合いがあり、9曲：恋の成就の歌で終わっている。この作品にはこれまでのように仮面をつけて月の光の中で、孤独と悲哀を心に秘めながら踊る登場人物も、クリメールの周りを廻って恋を囁くアルルカンも登場しない。マチルドとヴェルレーヌ、或いはマリアンヌとフォーレの愛の賛歌なのである。哀愁の漂う夜の歌ではなく、昼間の喜びの歌なのである。
ヴュイエルモーズによれば「本作を形作る9曲の歌曲は、フォーレの感受性がヴェルレーヌの魂の最も奥深い、最も純粋なものと完全に結ばれた、その全生涯の中でも独自の陶酔的な昂揚の瞬間を表している。通常、われわれに困惑や苦痛を隠すことのできないこの詩人の不安な魂は、ここでは純真で、特に、感動的な情熱の中に身を任せている。そして、人生の打つ明け話やひたむきな愛情は人に及ぼす力が非常に強いので、普通は自分の感情の表現にごく貞潔で控え目なフォーレもこの協力者の激しく溢れるような情熱に感染されて、幸福へ向かわんとする、その非常に若々しく純真な衝動について行くことをためらわなかった」のである。

## 音楽的特徴
金原玲子によれば、本作に一貫していることはピアノの役割の重要さである。フォーレは歌曲において、ピアノを単に歌の伴奏ではなく、歌とのアンサンブルと言う概念で作曲した。ということは『月の光』の作曲から変わらないが、『優しい歌』、『イヴの歌』となると、ますますこの概念は発展し、確固たるものとなる。すべての曲をそのように考えることは無理であろうが、背景にワーグナーの楽劇のオーケストラの無視することはできない。本作が完成すると、内輪の会でバルダック夫人による演奏を聴いたマルセル・プルーストは次のように友人に書いている。「知っているかい？若い音楽家たちは『優しい歌』を好ましく思わない点で一致しているようだ。ピエール・ド・ブレヴィルやドビュッシーに比べて劣っているというのが彼らの意見だ。だが、僕にはどうでもいい。僕はこの曲集が大好きだ。今日に至ってもなお、この作品はフォーレの若さと独創性を保ち続けているのだ」ということである。

## 楽曲構成
- 第1曲 後光に囲まれた聖女様、"Une sainte en son auréole"、アレグレット・コン・モート、変イ長調、3⁄4拍子

- 第2曲 曙の色が広がり、"Puisque l'aube grandit"、アレグロ、ト長調、4⁄4拍子

- 第3曲 白い月影は森に照り、"La lune blanche luit dans les bois"、アンダンティーノ、嬰ヘ長調、9⁄8拍子―3⁄4拍子

- 第4曲 僕は不実な道を歩いていた、"J'allais par des chemins perfides"、アレグレット・クワジ・アンダンテ、嬰ヘ短調―嬰ヘ長調、3⁄4拍子

- 第5曲 ほんとに、僕は怖いくらいだ、"J'ai presque peur, en vérité"、アレグロ・モルト、ホ短調―ホ長調、4⁄4拍子

- 第6曲 暁の星よ、お前が消える前に、"Avant que tu ne t'en ailles"、クワジ・アダージョーアレグロ・モデラート、変ニ長調―イ長調―変ニ長調―ロ長調―変ニ長調、3⁄4拍子―2⁄4拍子

- 第7曲 それはある夏の明るい日、"Donc, ce sera par un clair jour d'été"、アレグロ・ノン・トロッポ、変ロ長調、4⁄4拍子―9⁄8拍子

- 第8曲 そうでしょう? "N'est-ce pas?"、アレグロ・モデラート、ト長調、3⁄4拍子

- 第9曲 冬は終わった、"L'hiver a cessé"、アレグローアンダンテ・モデラート、変ロ長調、4⁄4拍子―9⁄8拍子―3⁄4拍子[14]。

## 楽曲分析
全21編の詩集から9編を選ぶに際して、フォーレは詩の順序を第2曲、第8曲、第9曲では詩節を一部削っている。全9曲は第1曲と第2曲で提示された主題旋律の変容を中心に形成されるが、第1曲の主題旋律は統一動機と呼ぶに相応しい役割を果たす。この提示を第8曲の〈聖女〉のイマージュに結び付けて曲を開始したことに、まず創意の大きさが見てとれる。第2曲に〈黎明〉が選ばれた意味も同様であって、ここにフォーレはもう一つの主要動機を配して、暗から明への指向、すなわち「次第に増大していく明るさ」がこの曲の基調であることを示している。つまり、フォーレは第1曲で全曲の〈主格〉を第2曲で展開の方向を呈示したわけである。第3曲以降にはその基調を、暗は不安、さ迷い、明は喜びと決断に対応しながら、より強調し増強するように詩が選ばれ、楽想が展開される。そして、一切は「冬は終わった」と喜びを歌い上げる第9曲に収斂され、全曲を形成した主要動機の数多くが要約されて、曲を終える。

## 演奏時間
約23分。